# Żegary
Żegary (lit. Žagariai) – wieś w Polsce położona w województwie podlaskim, w powiecie sejneńskim, w gminie Sejny. Żegary są otoczone 6 jeziorami. Jedno z nich, Gaładuś, leży na granicy Polski i Litwy.
We wsi znajduje się kościółek, w którym odprawiane są msze w języku litewskim. Niedaleko miejscowości są bagna żegarskie. Rośnie tam sosna karłowa i brzoza, a runo porasta żurawina i łochyń. Jako swoje miejsce bytowania swoje miejsce znalazła tam żmija zygzakowata.

## Historia
Pierwsze wzmianki o wsi spotkać można z roku 1538. Jeszcze przed początkiem osadnictwa na Ziemi Sejneńskiej przez wieś w dawnych czasach prowadziła jedna z pierwszych i ważniejszych dróg puszczańskich. Przebiegała ona od dworu książęcego w Mereczu, przez Wiejsieje i dzisiejsze Żegary do granicy krzyżackiej.
Początkiem wsi był dwór karczmarza Żakhory przy rzece Dusi. Zagroda jego stała się zaczątkiem wsi, a nazwisko karczmarza dało jej nazwę - Żagory, później zmienione na Żegary.
W roku 1786 wraz z majątkiem Krasnogruda został odkupiony od księcia Ksawerego Massalskiego przez Macieja Tadeusza Eysymontta, stolnika grodzieńskiego i wiceadministratora Ekonomii Grodzieńskiej. W 1793 roku tenże Maciej Eysymontt ufundował tu kościół z modrzewia, z zamiarem stworzenia tu parafii (co ostatecznie doszło do skutku), który spłonął w 1984 roku. W podziemiach kościoła byli chowani członkowie rodziny Eysymonttów i Paszkiewiczów. Staraniem mieszkańców Żegarów, a także okolicznych wsi udało się w latach 1985-1987 wznieść nowy kościół.
Według Pierwszego Powszechnego Spisu Ludności z 1921 roku wieś Żegary liczyła 37 domów i 207 mieszkańców (117 kobiet i 90 mężczyzn). Wszyscy mieszkańcy miejscowości zadeklarowali wówczas wyznanie rzymskokatolickie. Jednocześnie większość mieszkańców wsi podała narodowość litewską (171 osób), reszta podała narodowość polską (36 osób). W okresie dwudziestolecia międzywojennego Żegary znajdowały się w gminie Berżniki.
W latach 1975–1998 miejscowość administracyjnie należała do województwa suwalskiego.